# Adams (mjesečev krater)
Adams je mjesečev udarni krater koji se nalazi u neravnom jugoistočnom dijelu Mjeseca, u blizini lunarnog kratera. Nalazi se jugozapadno od kratera Legendre. Na sjeverozapadu su krateri Hase i Petavius, a na jugozapadu Furnerius. Jugozapadno od Adamsa je sustav rila označen kao Rimae Hase. Najduži od ovih rila ide prema jugoistoku.
Rub Adamsa općenito je kružnog oblika, ali je donekle ishaban malim udarnim kraterima. Na južnom kraju zida nalazi se blago usječeno ispupčenje. Pod je nerazaznat, bez značajnijih izbočina, samo s manjim kraterima.
Adamsovo ime zajedno odaje počast trojici astronoma tog imena: Johnu Couchu Adamsu, Walteru Sydneyu Adamsu i Charlesu Hitchcocku Adamsu.

## Satelitski krateri
Prema konvenciji, te se značajke identificiraju na lunarnim kartama postavljanjem slova na onu stranu središnje točke kratera koja je najbliža Adamsu.
| Adams | Zemljopisna širina | Zemljopisna dužina | Promjer |
| ----- | ------------------ | ------------------ | ------- |
| B     | 31,5° J            | 65,6° E            | 28 km   |
| C     | 32,3° J            | 65,5° E            | 10 km   |
| D     | 32,5° J            | 71,6° istočno      | 42 km   |
| M     | 34,8° J            | 69,2° istočno      | 24 km   |
| P     | 35,2° J            | 71.0° E            | 24 km   |